# Зульфія Бахрітдінова
Зульфія́ Бахрітді́нова (тадж. Зулфия Баҳриддинова; 7 березня 1922 — 18 листопада 2013) — народна художниця Таджикистану, майстриня художньої вишивки. 

## Життєпис
Народилася 7 березня 1922 року у місті Ходжент Ходжентського повіту Самаркандської області Туркестанської Автономної РСР РРФСР.
Батько навчив малювати олівцем, а тітка, Шарафніса Нуріддінова — рукоділлю. 
Перше рукоділля Зульфії експонувалося в 1941 році на Декаді таджицької літератури і мистецтва в Москві.
У 1941 році — закінчила Ленінабадське педагогічне училище. Із 1946 по 1950 рік — навчалася у педагогічному інституті у Ленінабаді. 
Із 1957 по 1987 рік — очолювала відділення Спілки художників Таджикистану в Согдійській області.
У 1974 році — стала Народною художницею Таджицької РСР.
Лавреатка Державної премії імені Рудакі.
Роботи експонувалися на міжнародних виставках у Бельгії, Польщі, Чехословаччині.
Нагороджена орденом «Дружби народів», Трудового Червоного Прапора, «Знак Пошани» і Почесною грамотою Президії Верховної Ради Таджицької РСР.
Померла 18 листопада 2013 року у місті Худжанд Согдійської області Таджикистану.

## Вибрані твори
- «З нагоди 800-річчя Москви» (1947)
- Сюзане з портретами Пушкіна, Горького та Маяковського (1949)
- «1000-річчя з дня народження Абу Алі ібн Сіно» (1980)
- «Дружба народів» (1983) зберігається в Національному музеї Таджикистану
- «Сонце»
- «Квітка мигдалю»
- «Місяць і зоря»
- «Багатства Таджикистану»
- «Ленін і ГОЕЛРО»
- портрет Ісмаїла Самані
- портрет Абу Абдаллаха Рудакі
- портрет Абул-касима Фірдоусі
- портрет Садріддіна Айні
- портрет Турсун-заде Мірзо
- портрет Емомалі Рахмона
- портрет Абулкасима Лахуті

Загалом вишила понад 400 малюнків на тканині.

## Вшанування пам'яті
- У Худжанду діє Навчально-виробничий центр імені Зульфії Багрітдінової.